# 猿投窯
座標: 北緯35度7分7.4秒 東経137度5分15秒 / 北緯35.118722度 東経137.08750度

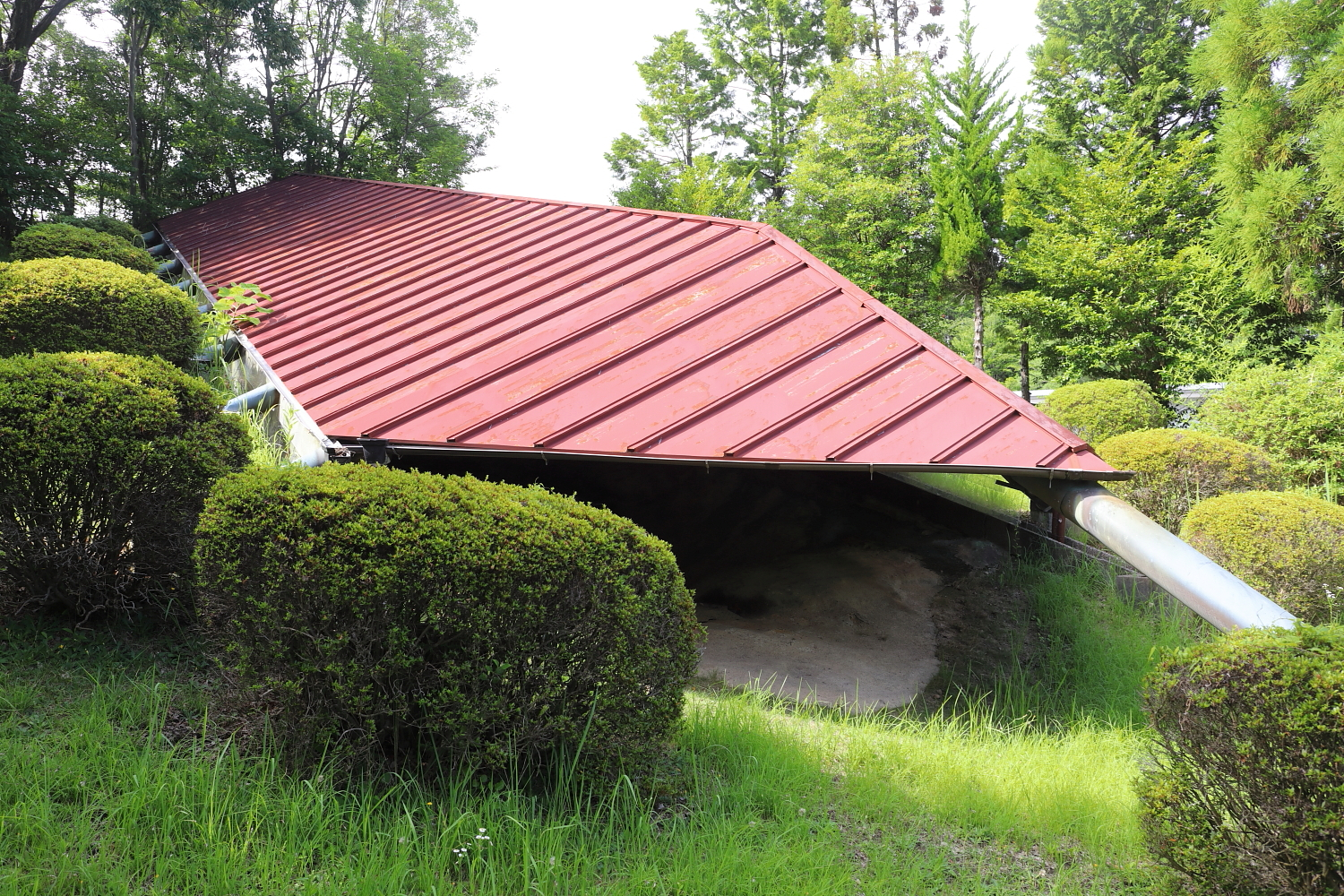
黒笹第7号窯跡
（愛知県愛知郡東郷町、2023年（令和5年）7月）

猿投窯（さなげよう）は、愛知県名古屋市東部から豊田市西部、瀬戸市南部から大府市および刈谷市北部の、約20km四方に集中する1000基を越す古窯跡の総称。日本三大古窯の1つ。猿投山窯、猿投山西南麓窯跡（址）群とも呼ばれる。

## 概要
古墳時代後期から鎌倉時代初期まで、700年余の長きにわたり焼き物の生産を続け、その文化・社会的背景は複雑かつ流動的であり、全体像を一元化することは困難であるが、大きく「古墳後期 - 奈良中期・須恵器の時代」「奈良中期 - 平安中期・灰釉陶器の時代」「平安中・後期 - 鎌倉初期・山茶碗の時代」の三期に分けることができる。

## 起源
名古屋市の熱田神宮に隣接し、5世紀後期、継体天皇に娘・目子姫（めのこひめ）を嫁がせた大豪族、尾張連草香（おわりむらじくさか）の墓と目される東海地方最大の前方後円墳、断夫山古墳（全長151m）がある。その墳丘を飾った須恵質の埴輪が名古屋市東部、東山111号窯で焼かれたことが判明しており、考古学では猿投古窯の起源としている。

## 発見の経緯
1957年（昭和32年）、木曽川中流域から水を引き、尾張丘陵を貫き、知多半島に至る愛知用水の大規模な工事が開始された。企業家であり、古陶磁の研究家でもあった本多静雄は、工事に伴い、沿線の古窯跡が次々と破壊されるのを憂い、持ち込まれる出土品を買い集めた。その中に人工釉と思しき陶片があるのに気付いた本多は、国に働き掛け、まもなく名古屋大学の考古学教室が中心となり大規模な発掘調査が行われた。その結果、それまで瀬戸・美濃の中世窯が発生とされていた灰釉陶器窯が次々と姿を現し、空白であった奈良 - 平安期の陶磁史が一気に埋められる大発見となった。

## 名称の由来
本多をはじめ、調査の中心となった名古屋大学の澄田正一教授、楢崎彰一助教授たちは、黒笹の窯跡に立ち「名前をつけないと具合が悪い」ということになり、澄田教授の「まだ後から後から見つかるかもしれんから、広い名前がよかろう、ここから見ると猿投山の頂上が見えている。あそこから西の方と南の方、猿投山西南麓古窯址群としたらどうか。」との提案により略して「猿投古窯」と命名された。しかし、その後の発掘調査により、窯跡の分布は尾張東部から西三河西部であることが判明し、遠く離れた猿投山麓周辺の中世瀬戸系の窯と混同されやすく、紛らわしい結果となったのは否めない。

## 特徴
猿投古窯の特殊性は、地元の原料を用い、朝鮮半島から5世紀半ばに伝えられた須恵器の技術をもって、大陸から舶載される美しい青磁の国産化を図るという、当時の文化・情報・技術の粋を結集したハイテク窯であり、青磁を模索する過程において、日本初の高火度施釉陶器・猿投白瓷（さなげしらし：灰釉陶器）を産み出した点である。

## 生産品目
主たる生産品目は、祭器・仏具・香炉・各種硯・飲食器などの高級品に限られ、平城京・平安京をはじめ、寺社・官衙・豪族などの支配層に供給された。かような諸事情から勘案し、猿投窯は官窯、もしくは官の意向が強く反映された官窯的性格の窯であったとされている。

## ギャラリー

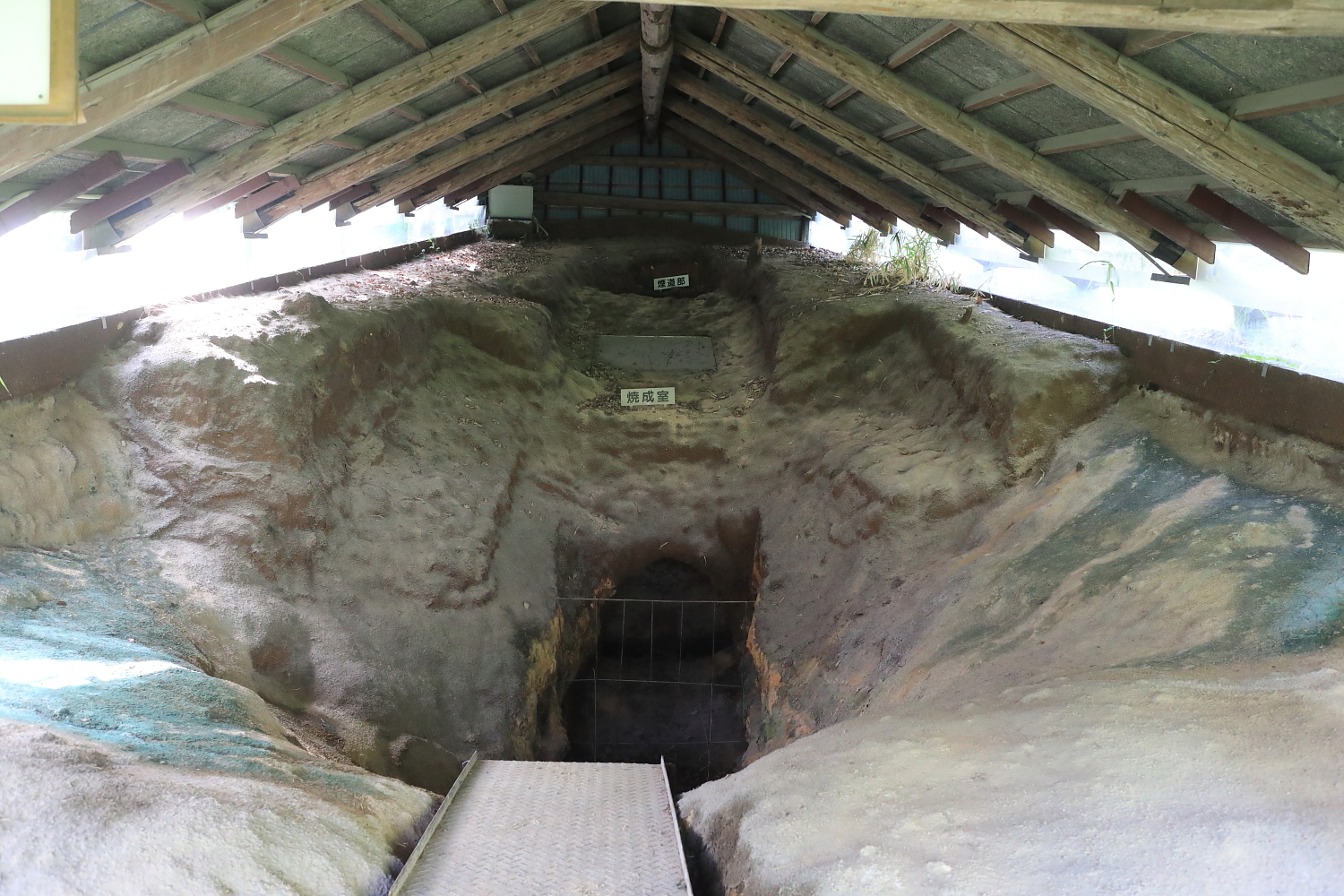
黒笹第7号窯跡 （愛知県愛知郡東郷町、2023年（令和5年）7月）
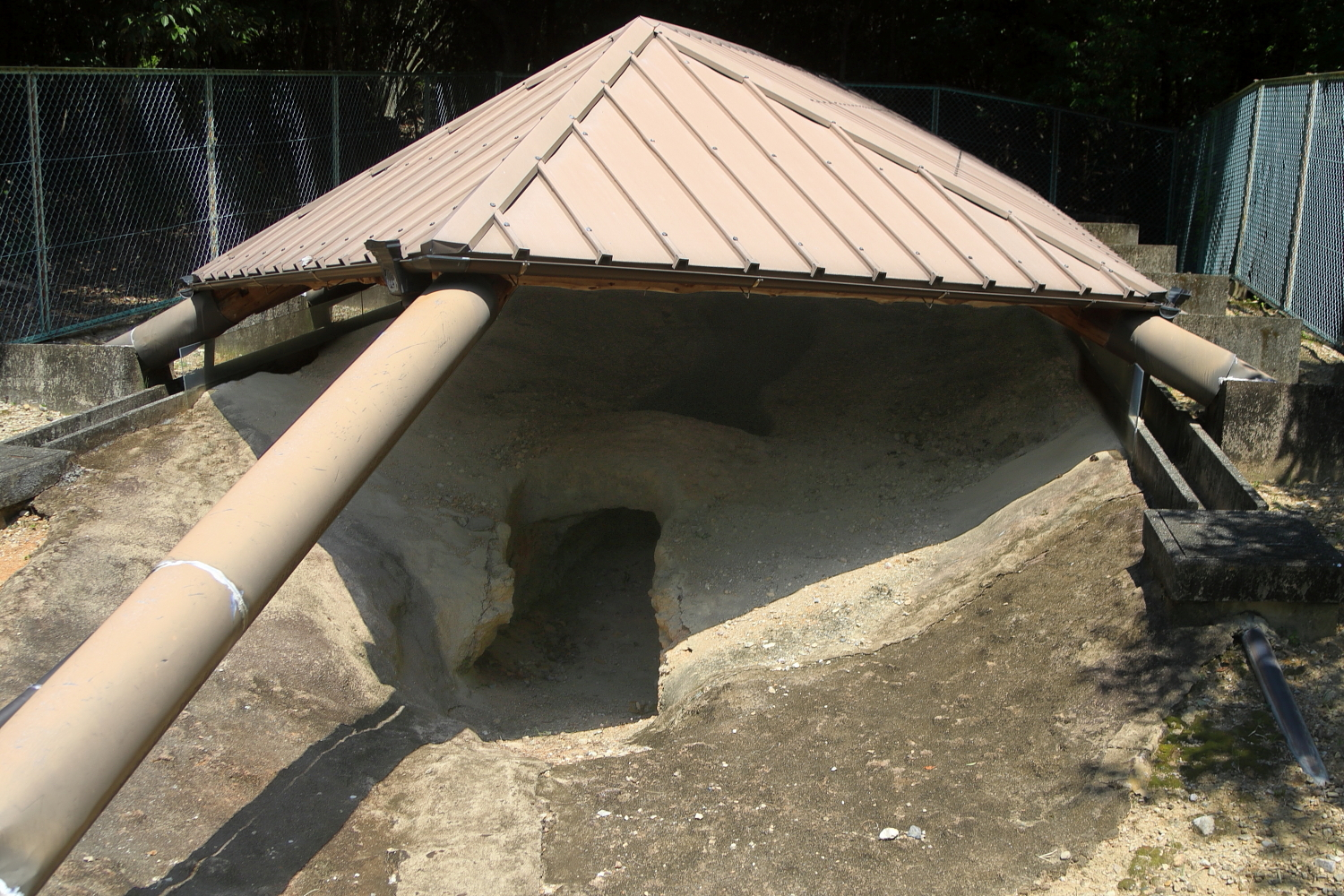
黒笹第27号窯跡 （愛知県みよし市、2023年（令和5年）8月）
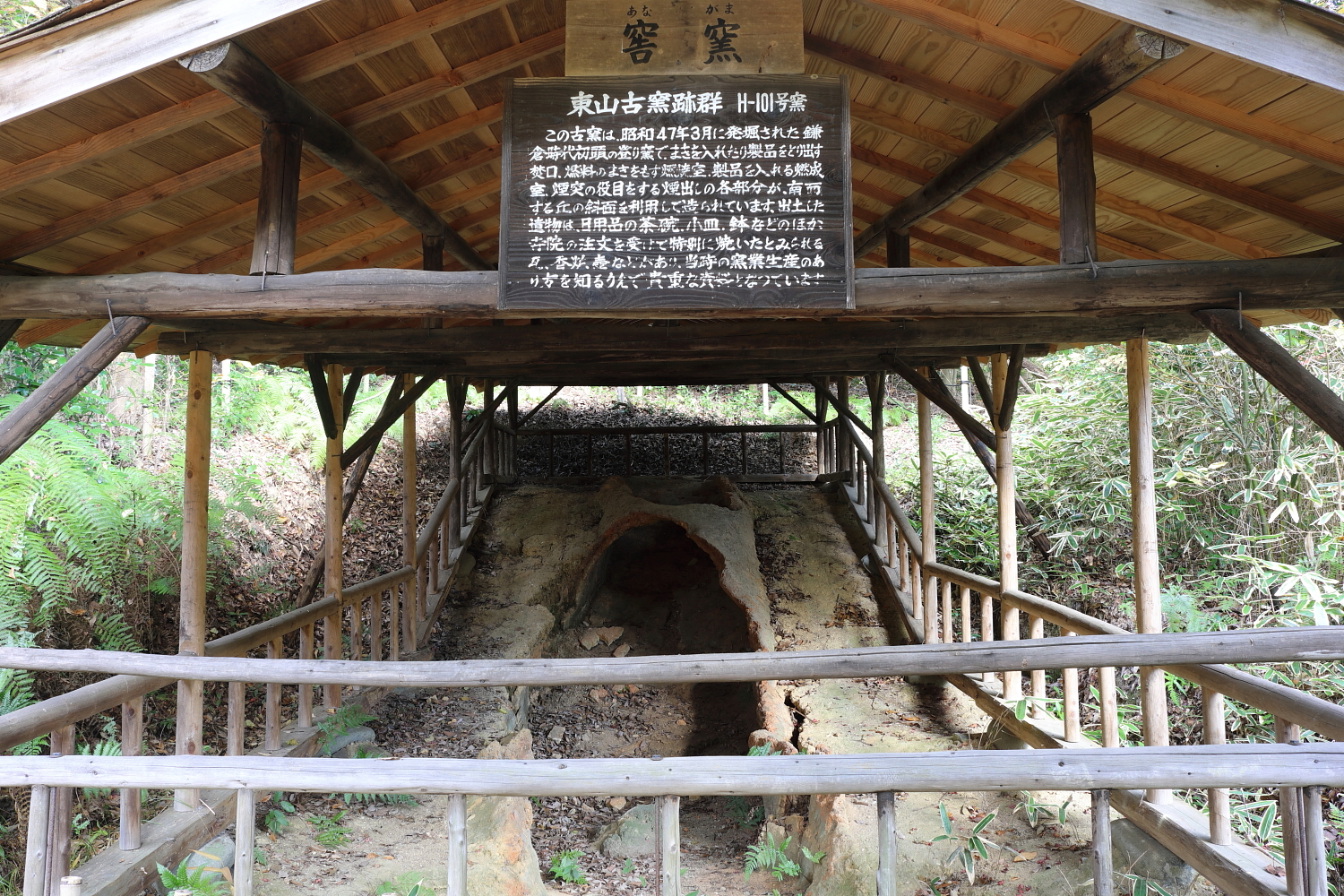
東山101号窯跡 （愛知県名古屋市、2021年（令和3年）11月）
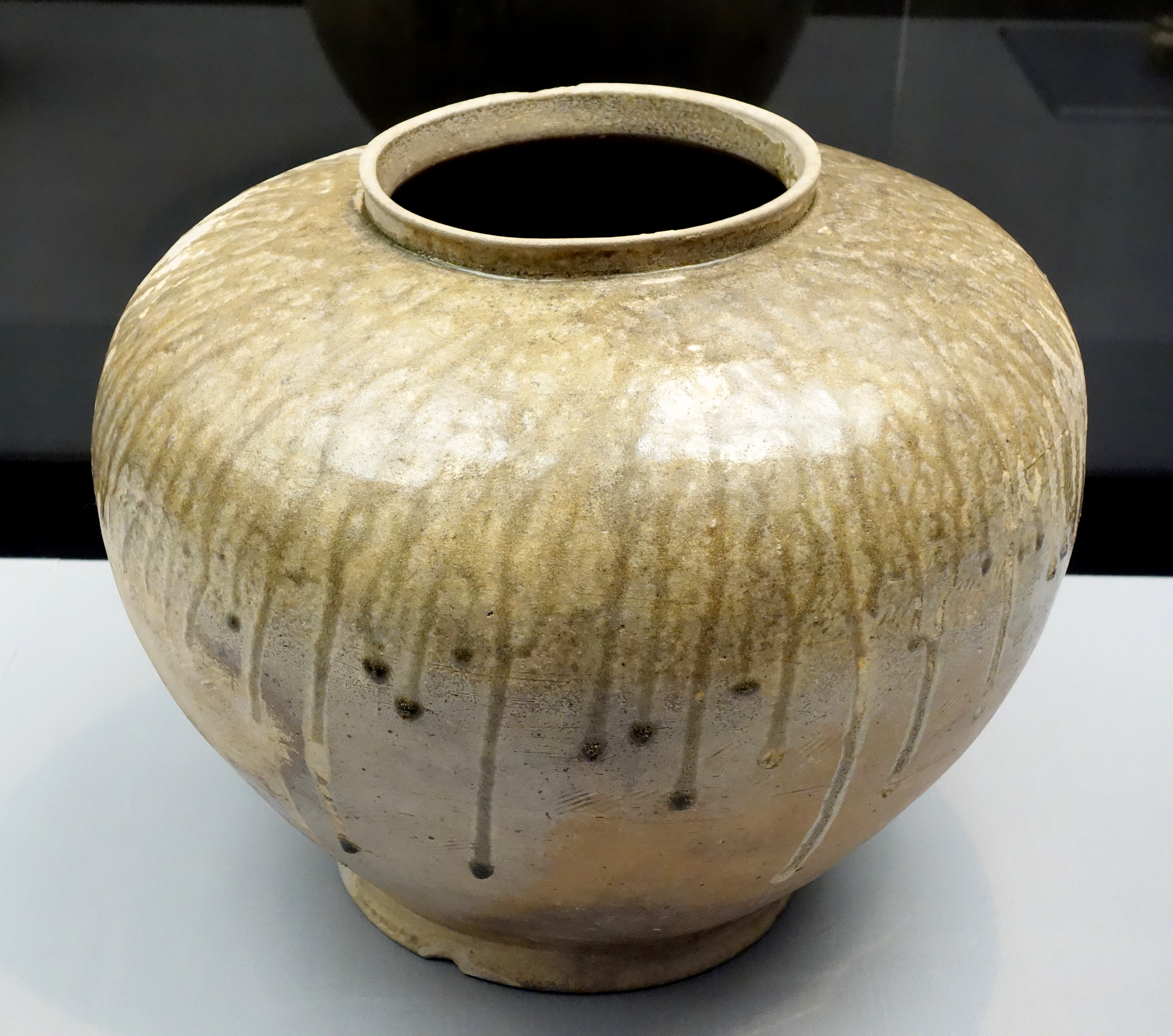
灰釉大壺 平安時代 9世紀 東京国立博物館蔵
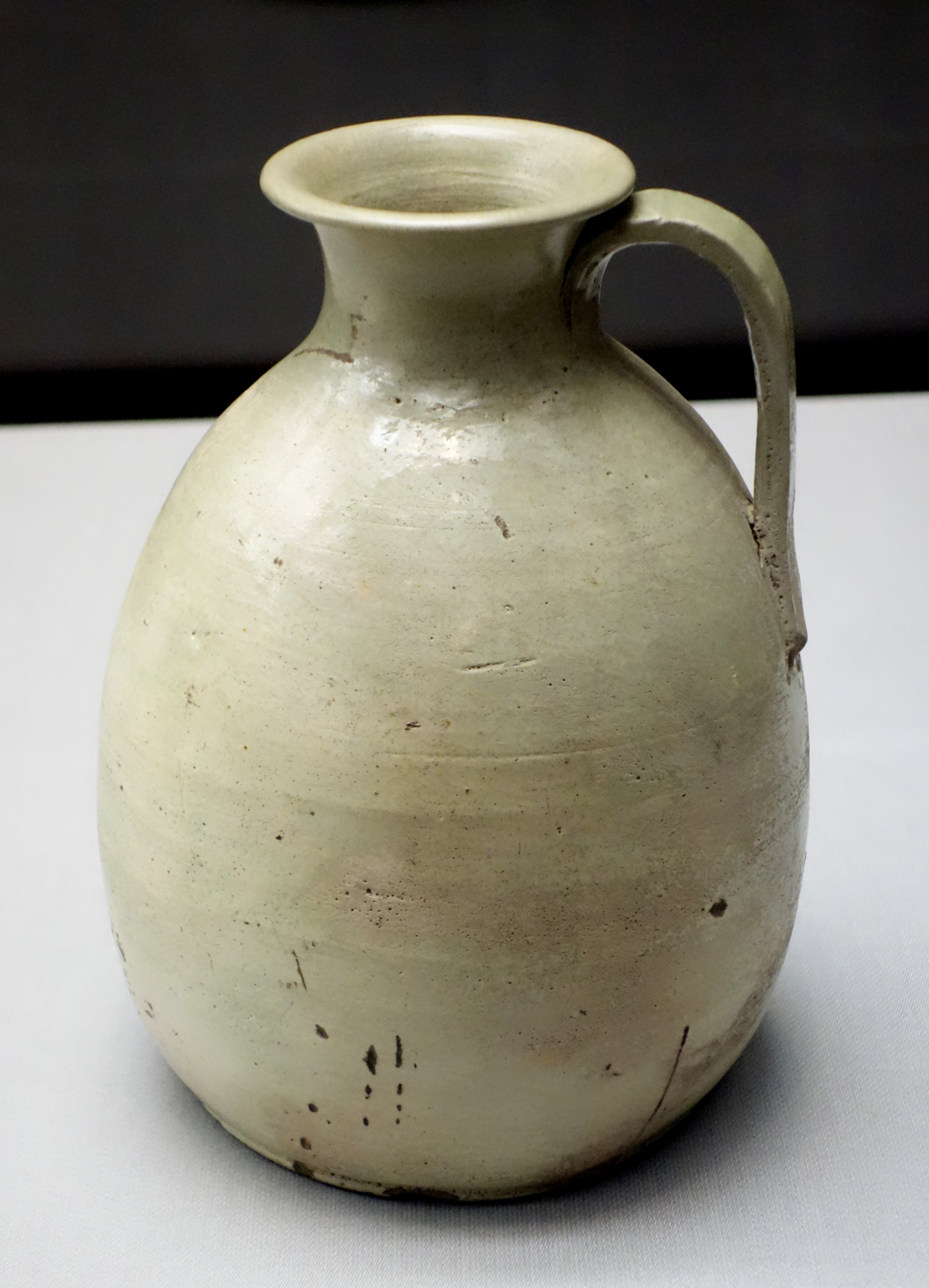
緑釉手付瓶 平安時代 10世紀 東京国立博物館蔵
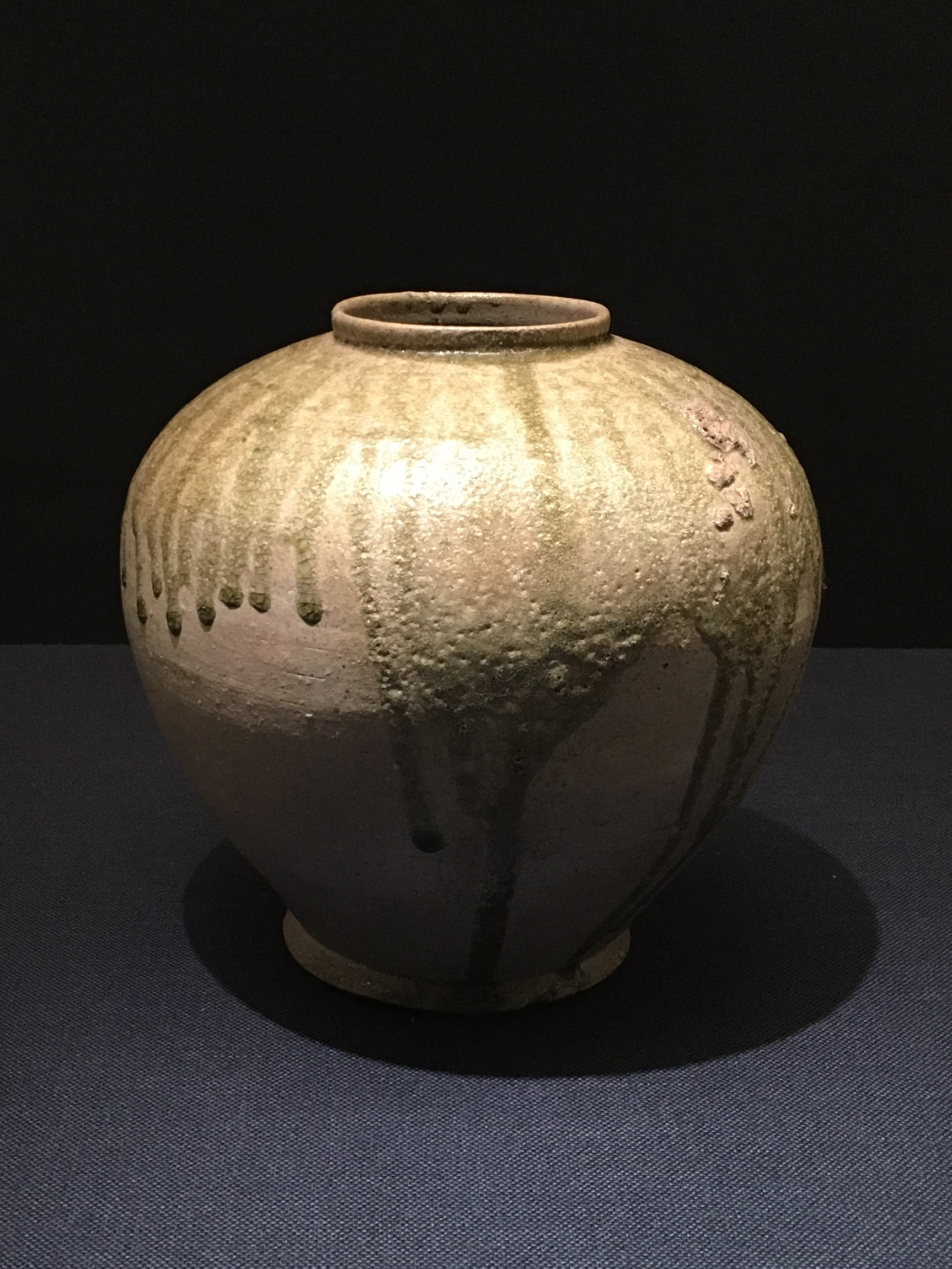
灰釉短頸壺 9世紀 愛知県陶磁美術館蔵